# احتجاجات 1965 في المغرب
احتجاجات 1965 في المغرب هي احتجاجات وقعت في مجموعة من الشوارع بالعديد من مدن المغرب، وقد نشأت في الدار البيضاء بتاريخ مارس 1965، حيث بدأت مع احتجاجات طلابية لكنها سرعان ما توسعت لتشمل الأحياء الفقيرة والطبقة المهمشة من السكان. وقد تكبدت السلطات المغربية عدد من الخسائر حيث فقدت على إثرها عشرات من الجنود على حد تعبيرها، في حين أن الصحافة الأجنبية و الاتحاد الوطني للقوات الشعبية (المعروف اختصارا بـ UNFP) أحصى أكثر من 1000 حالة وفاة.

## الخلفية
أصبح الحسن الثاني ملك المغرب عند وفاة محمد الخامس يوم 26 فبراير 1961، وفي كانون الأول/ديسمبر 1962، اختار بعض الأشخاص المعينين من أجل صياغة الدستور المغربي في تلك الفترة وقد أبقى السلطة السياسية في أيدي النظام الملكي، لكنه في المقابل تخلى عن السياسة الخارجية جاعلا بذلك المغرب دولة حيادية.
قام الاتحاد الوطني القوات الشعبيةبقيادة المهدي بن بركة بتوسيع عضويته وأعلن أنه سيكون بديلا عن الحسن الثاني، وقد سانده في هذا مجموعة من الطلاب خاصة الاتحاد الوطني لطلبة المغرب الذي شكل قومية مناهضة للاستعمار، كما كان ينتقد النظام الملكي بشكل بارز. هذه المجموعات وشن النظام إلى تصعيد دوامة من الاحتجاجات والقمع الذي خلق الظروف من أجل مواجهة كبرى.
قام أحد عشر شخص من القادة المتهمين بالتآمر ضد الملك (كلهم ينتمون لـ UNFP) بمحاولة الفرار لكن سرعان ما تم القبض عليهم والحكم عليه بالإعدام. في المقابل فقد فر بن بركة إلى فرنسا، حيث شغل هناك منصب رمزي وزعيم للمعارضة في المنفى.
قبل آذار/مارس 1965، قام يوسف بلباس وزير التعليم في تلك الفترة بسن قرار يمنع الشباب فوق سن 17 من الحضور والدراسة في الثانوية، وقد طُبق هذه القرار على حوالي 60% من الطلاب، وعلى الرغم من أنه في تلك الفترة لم يكن التعليم دائع الصيت حيث كان يدرس في البكالوريا عدد قليل جدا من التلاميذ (1500 سنويا)، إلا أنها هذا القرار أثار حفيظة الآخرين وأصبح فيما بعد رمزا حاشدا مهد لانطلاق المظاهرات وتعبئة الطلاب خاصة في بعض المدن على غرار الدار البيضاء، الرباط، فاس وغيرها من المدن.

## الأحداث
في 22 آذار/مارس من عام 1965، تجمع آلاف الطلاب في مباراة كرة القدم في مدرسة محمد الخامس في الدار البيضاء، وقد كانوا جميعا هناك عن، الساعة 10 صباحا، ووفقا لبعض الشهود فقد كان هناك ما يقرب من 15000 طالب حاضرا هذا الصباح.
كان الهدف من الجمعية هو تنظيم مسيرة سلمية من أجل الطلب من إدارة المغرب والمسؤولين بتعويض أكثر للمتضررين في حقوقهم في التعليم العالي الحكومي. وعندما وصل الجمع الغفير إلى الشارع أمام المركز الثقافي الفرنسي أصبحت المظاهرة وحشية نوعا ما وقد فرقت من قبل المكلفين بإنفاذ القانون، مما زاد من استفزاز المتظاهرين لكنهم اضطروا في النهاية إلى التراجع والاختباء في الأحياء الفقيرة من المدينة، حيث واجهوا هناك العاطلين عن العمل، واتفقا على الاجتماع مرة أخرى في اليوم التالي.

### 23 مارس 1965
في 23 مارس، اجتمع الطلاب مرة أخرى في ملعب مدرسة محمد-الخامس، وسرعان ما انضم لهم والديهم وكذلك الأشخاص العاطلين عن العمل، ثم أشخاص آخرون يدعون وبيدونفيل (قادمين من المناطق العشوائية). هذه المرة المظاهرة لم تكن سلمية، حيث أن المتظاهرين خربوا العديد من المتاجر وقاموا بحرق الحافلات ورشقوا السيارات بالحجارة، ورددوا شعارات ضد الملك.
كان القمع همجيا، حيث تم تعبئة الجيش والشرطة ثم الدبابات من أجل قمع المتظاهرين في مدة أقصاها يومين، وقد كان اللواء محمد أوفقير لا يتردد في إطلاق النار على الحشد من طائرة هليكوبتر.
ألقى الملك اللوم بعد هذه الأحداث الرهيبة على المعلمين وأولياء الأمور، حيث أعلن في رسالة إلى الأمة يوم 30 مارس 1965: «اسمحوا لي أن أقول لكم أنه لا يوجد خطر أكبر على الدولة من ما يسمى بالفكرية، كان يمكن أن يكون هذا أفضل إذا كانوا أميين.»

## فيما بعد
بعد أحداث 23 مارس، تم القبض على كل المنشقين بما في ذلك المعلمين الشيوعيين. وفي نيسان/أبريل، حاول الحسن الثاني التصالح مع المعارضة حيث التقى في إفران وفد من الاتحاد الوطني للقوات الشعبية خاصة فئة من الزعماء مثل عبد الرحيم بوعبيد، عبد الحميد الزموري وعبد الرحمن اليوسفي، وقد اقترحوا تشكيل الحكومة وطالبوا بنقل رسالتهم إلى المهدي بن بركة، ولكن هذه المناقشات لم تتحول إلى إجراءات ملموسة.
في يونيو من نفس العام، أعلن الحسن الثاني عن حالة الطوارئ التي استمرت حتى عام 1970، واستمر UNFP في انتقاد النظام. يوم 29 أكتوبر، اختطف مهدي بن بركة واغتيل في باريس، مما أثار حفيظة الطلاب مجددا خاصة في الدار البيضاء حيث ارتفعت مرة أخرى المطالبات بإسقاط النظام في 23 مارس 1966، لكن تم القبض على العديد منهم.
في إشارة إلى هذه الأحداث، شرع أعضاء من UNFP في إنشاء منظمة ماركسية–لينينية حملت اسم منظمة 23 مارس والتي ساهمت في وقت لاحق في ارتفاع الاضرابات في عام 1983 كما تم إنشاء منظمة العمل الديمقراطي الشعبي_وهي أحد العناصر المؤسسي للحزب الاشتراكي الموحد. من بين الشخصيات التي كانت تنشط داخل هذه الحركة محمد بنسعيد آيت إيدر، الباحث والكاتب عبد الغني أبو عازم ثم الاستشاري أمل شريف حوات وكذلك السياسي البلجيكي محمد ضايف.